# 庫楚魯布
46°38′53″N 31°36′41″E / 46.64806°N 31.61139°E
庫楚魯布（羅馬化：Kutsurub）是烏克蘭南部尼古拉耶夫州尼古拉耶夫區的村莊，始建於1756年，面積3.5平方公里，2001年人口2,136，人口密度每平方公里610.3人。